# ADVANCE OF Ζ 提坦斯的旗下
《ADVANCE OF Ζ 提坦斯的旗下 》（日語：ADVANCE OF Ζ ティターンズの旗のもとに，ADVANCE OF Ζ THE FLAG OF TITANS）是GUNDAM系列作品模型小说之一，由今野敏主笔创作，有同名漫画，

## 概要
以动画作品为重心的GUNDAM系列作品之一。SUNRISE和MediaWorks（现为：ASCII Media Works）合作出品，模型杂志《電撃HOBBYMAGAZINE》在2002年至2007年之间連載。以宇宙世紀0084年 - 0088年为舞台，是为动画机动战士 Z GUNDAM外传故事。
小说部分作者为今野敏，单行本（MOOK）全六册。Episode 1.0是以宇宙世纪0084年为舞台展开叙述，而Episode 5.9则是以宇宙世纪0088年为舞台展开每月交替连载。而后稍加修正以平装本2册装订出版，标题也修改为《机动战士Z GUNDAM外传 提坦斯的旗下 ADVANCE OF Ζ》（機動战士Zガンダム外伝 ティターンズの旗のもとに ADVANCE OF Ζ）。2010年7月于MediaWorks文库出版平装版，标题改为《提坦斯的旗下 -ADVANCE OF Ζ-》（ティターンズの旗のもとに -ADVANCE OF Ζ-）。
漫画作品，2003年起至2008年4月号在MediaWorks的漫画杂志《月刊コミック電撃大王》上连载，作画为みずきたつ。平装版全4册。仅有Episode 1.0的情节被制作成PhotoStory连载，此外增加许多新的情节，人物之间的关系描写也更加细致，没有存在小说版所提及的法庭篇相关情节。
另外，《电击Hobby MAGAZINE》从2010年10月号起连载《ADVANCE OF Ζ 时代的反抗者》。

## Titans Test Team（T3）
为了扩大在地球联邦军中的权力，提坦斯需要强大的战力支持。为此提坦斯需要一个专门秘密对新型兵器的开发、测试（使用、战术考察、效果验证）的部门，这就是Titans Test Team（‘提坦斯测试部队’以下简称T3部队）。其核心是由威斯·墨菲大尉指挥的测试小队（墨菲小队，通称“黑獭”），也就是主人公艾利亚德·杭特所属的小队。

## 主要登场人物

### Titans Test Team（T3部队）
卡尔·松原
24岁（U.C.0084时）。提坦斯中尉。
志愿申请，与艾利亚德同一时间加入提坦斯 。
艾利亚德·杭特
主人公，是个在标榜地球至上主义的提坦斯中及其罕见的宇宙住民，23岁（U.C.0084时）。提坦斯中尉。
志愿申请，与卡尔同一时间加入提坦斯。
威斯·墨菲
30岁（U.C.0084时）。T3部队队长，提坦斯大尉。
提坦斯成立之前，曾是艾帕·席那普斯大校的直属部下，由于对席那普斯在迪拉兹纷争中负全责而被处以极刑一事感到不满。
奥黛莉·艾普尔
25岁（U.C.0084时）。提坦斯中尉。

### 提坦斯
亚历山德里亚级阿斯旺
奥托·佩德森
亚历山德里亚级阿斯旺号的舰长，军衔为上校。是一个能以全面的角度来准确把握战争和时代演变的过程的称职的指挥官，与部下情谊深厚。因为对宇宙移民（Spacenoid）没有偏见，所以对巴斯克·欧姆的做法相当反感。
格里普斯2攻防战期间下令将TR-6投入实战。
亨德里克·内斯
阿斯旺号的整备主任，军衔为大尉。
格里普斯战役之后由于受到军方的监控而与奥黛丽同样居住在月面。艾利亚德受审时与奥黛丽一同作为证人出庭作证，审判结束后再次回到月球。
皮特·谢尔顿
亨德里克的部下，年轻机械师中实力No.1，也深受亨德里克的信任。
凯特·罗斯
亚历山德里亚级阿斯旺号的通信士。军衔为少尉。漫画版中登场。
萨拉米斯级伊兹密尔
托马斯·施罗德
萨拉米斯级伊兹密尔号的舰长，军衔为上校。时年35岁（0087年时），士官学校时代的绰号“冰柱（つらら）。”
格里普斯2攻防战中，出于对部下安全的考虑，在确认伊兹密尔号受损的情况下，及时发出了全员转移至阿斯旺号的命令，自己则留在船上，直到最后，与战舰一同沉没。
恩里克·哈蒙德
伊兹密尔号的副舰长，军衔为中校。与施罗德长期共事，曾今一同搭乘MS战斗。格里普斯2攻防战期间被打算与战舰共存亡的施罗德说服，在伊兹密尔号沉没之前逃出。
乔纳森·科恩
伊兹密尔号首席机械师，对工作投入的热情十分强
蕾切尔·桑德
乔纳森的部下，女性机械师。与年轻的外表相反，与乔纳森有着相当的专业水平。

### 地球联邦军
康拉德·莫里斯
40岁（U.C.0088时）。地球联邦军法务局法务官，少校。

### 幽谷
马克西姆·贡纳尔
迪拉兹紛争时期是墨菲的战友，为进行加尔巴迪β和新型武器的测试而前往阿斯旺号赴任。
作为联邦军中知悉30号殖民地事件真相的正义而又苦恼的联邦军官兵的代表 ，与什么都不知道，只相信提担斯的正义的艾利亚德们反差巨大。
小说版并没有交代其加入幽谷后的去向。漫画版则指出在殖民卫星镭射攻防战中驾驶装备有三具长效助推器的尼莫加农与墨菲对峙。

## 主要登场兵器

### Titans Test Team（T3部队）兵器

#### TR-1
- RGM-79Q 吉姆鎮暴型［海茲爾預備機］
- TR-1
  - RX-121 GUNDAMTR-1［海茲爾］
  - RX-121 GUNDAMTR-1（全裝甲型）
  - RX-121 GUNDAMTR-1（強襲形態）
  - RX-121 GUNDAMTR-1（高機動形態）
  - RX-121-1 GUNDAMTR-1［海茲爾改］
  - RX-121-1 GUNDAMTR-1［海茲爾改］強襲形態
  - RX-121-1 GUNDAMTR-1［海茲爾改］高機動形態
  - RX-121-1 ガンダムTR-1［ヘイズル改］ サブアーム装備
  - RX-121-1 GUNDAMTR-1［海茲爾改］狙击装備
  - RX-121-1 ガンダムTR-1［ヘイズルテスト装備機］（本編未登場）
  - RX-121-1 GUNDAMTR-1［海茲爾改］（实战配備涂装）
  - RX-121-1 GUNDAMTR-1［海茲爾改］進階型組件装備（本編未登場）
  - RX-121-1 ガンダムTR-1［ヘイズル改・イカロス・ユニット］（試作计划）
  - RX-121-1 ガンダムTR-1［ヘイズル改・イカロス・ユニット］
  - RX-121-1+FF-X29A GUNDAMTR-1［海茲勒］
  - RX-121-1+FF-X29A GUNDAMTR-1［海茲勒］全裝甲型
  - RX-121-1+FF-X29A GUNDAMTR-1［海茲勒］第二形態
  - RX-121-1+FF-X29A ガンダムTR-1［ヘイズル・ラー］第二形態ブースター装備"クルーザーモード"
    - FF-X29A Gパーツ［フルドド］

  - RX-121-2 ガンダムTR-1［ヘイズル2号機］（アーリータイプ）
  - RX-121-2 GUNDAMTR-1［海茲爾2号機］
  - RX-121-2 ガンダムTR-1［ヘイズル2号機］ガルバルディβ共用ブースター・ポッド装備
  - RX-121-2A GUNDAMTR-1［進階型海茲爾］
  - RX-121-2A GUNDAMTR-1［進階型海茲爾］（实战配備涂装）
  - RX-121-2A GUNDAMTR-1［進階型海茲爾］狙击装備
  - RX-121-2 GUNDAMTR-1［海茲爾・奧斯拉］
  - RX-121-2 ガンダムTR-1［ヘイズル・アウスラ］ギガンティック・アーム・ユニット装備
  - RX-121 GUNDAMTR-1［海瑟斯雷］
  - ［プリムローズ］
- 次世代量産機(次世代量産型試作機)

#### TR-2、TR-3、TR-4、TR-5
- TR-2
  - YRMS-106 高性能渣古先行量産型
  - YRMS-106+BL-85X バイザックTR-2［ビグウィグ］
- TR-3
  - NRX-044(R) 試作亞斯曼TR-3［基哈爾］
  - NRX-044(R) 試作亞斯曼TR-3［基哈爾］（重力下規格）
- TR-4
  - RX-107 TR-4［丹迪萊恩］
- TR-5
  - ORX-005 卡博羅TR-5［費伯］
  - ORX-005 卡博羅TR-5［弗萊爾］
  - ORX-005 卡博羅TR-5［弗萊勒II］
  - ORX-005 卡博羅TR-5［進階型弗萊爾］（弗萊爾二号機）
  - ORX-005 卡博羅TR-5［進階型弗萊爾］全装甲形態
  - ORX-005 ギャプランTR-5［フライルー］ギガンティック・アーム・ユニット装備

#### TR-6
- TR-6
  - RX-124 GUNDAMTR-6［伍德渥特］
  - RX-124 GUNDAMTR-6［進階型伍德渥特］
  - RX-124 GUNDAMTR-6［進階型伍德渥特EX］
  - RX-124 GUNDAMTR-6［進階型伍德渥特EX］第二形態
  - RX-124 ガンダムTR-6［アドバンスド・ウーンドウォートEX］クルーザー巡航形態
  - RX-124 GUNDAMTR-6［海茲爾II］
  - RX-124 GUNDAMTR-6［高性能渣古II］
  - RX-124 GUNDAMTR-6［伍德渥特・勒］/［伍德渥特・勒II］
  - RX-124 GUNDAMTR-6［伍德渥特・勒］第二形態/［伍德渥特・勒II］第二形態
  - RX-124 GUNDAMTR-6［基哈爾II］
  - RX-124 GUNDAMTR-6［進階型基哈爾II］
  - RX-124 GUNDAMTR-6［丹迪萊恩II］
  - RX-124 GUNDAMTR-6［丹迪萊恩II］侵攻・殲滅形態
  - RX-124 GUNDAMTR-6［費伯II］
  - RX-124 GUNDAMTR-6［弗萊爾II］
  - RX-124 ガンダムTR-6［ウーンドウォート］ギガンティック形態
  - RX-124 GUNDAMTR-6［銀雷］
  - RX-124 ガンダムTR-6［サイコ・インレ］
  - RX-124 GUNDAMTR-6［伍德渥特］据点防衛形態
  - RX-124 GUNDAMTR-6［伍德渥特］全裝甲・昆利形態
    - プリムローズII

#### 其他
- RGM-79
  - RGM-79CR 吉姆改高機動型
  - RGM-79SR 吉姆狙擊型III
  - RGM-79SR 吉姆狙擊型III［中距離支援組件］
  - RGM-79SR 吉姆狙擊型III［高機動型］
  - RGM-79EW EWAC吉姆（本編未登場）
- RMS-106
  - YRMS-106C 高性能渣古加農
  - YRMS-106C 高性能渣古加農追加装甲装備
- RX-107
  - RX-107 羅塞特（［丹迪萊恩］核心模組）
  - RX-107 ロゼット強化陸战形態（試作プラン）
  - RX-107 羅塞特強化陸战形態
- RMS-117 高機動型加尔巴迪β

#### 艦艇
- 亚历山德里亚級 ［阿斯旺］
- 亚历山德里亚改級［阿斯旺改］（ペーパープラン）
- 萨拉米斯改級 ［伊兹密尔］

### 提坦斯实战部队
- RMS-106 高性能渣古
- RMS-106C 高性能渣古加農
- RX-108 馬拉賽
- RMS-179 吉姆II
- RGM-79Q 吉姆鎮暴型
- RGM-79Q ジム・クゥエル コンペイトウ方面军式样
- ベースジャバー

### 吉恩残党军
- MS-09R 力克·德姆（吉恩残党用）
- MS-14B 蓋古克（吉恩残党用）
- MS-06F2 渣古II F2型
- MS-06F 渣古［複合強化裝備］
- MS-09R 力克·德姆［複合強化裝備］
- MS-14 蓋古克［複合強化裝備］
- ザンジバル

### 幽谷
- RMS-099 力克·迪亞斯［複合強化裝備］
- RMS-099 リック・ディアス［シュトゥッツァー］ メガバズーカランチャー装備
- RMS-099 力克·迪亞斯
- RGM-79R 吉姆II
- MSA-003 尼莫
- MSA-003 ネモ［専用ビームカノン装備］
- MSA-003 ネモ・カノン
  - NRX-044 アッシマー（俘获机）
- 萨拉米斯改級
- フライング・アーマー

## 主创人员
- 原作：富野由悠季・矢立肇
- 故事：今野敏
- 机械设定：藤岡建機
- 角色设定：斎藤卓也
- 标识设计：藤岡建機&PEPPER SHOP
- 設定協力：片岡大輔（アークライト）
- 企画：電撃HOBBY MAGAZINE編集部
- 企画協力・設定：SUNRISE

### 漫画版主创人员
- 作画：みずきたつ
- 作画協力：（み）、ようこぴぃ、鷲鷹ゆりひさ
- 編集：飯島直樹（コミック電撃大王編集部）、久保田大介（コミック電撃大王編集部）、浅香学
- 編集協力：和久津慎、片岡大輔（アークライト）

## 图书信息
電撃ホビーマガジンスペシャル
1. ISBN 978-4-8402-2399-7
2. ISBN 978-4-8402-2589-2
3. ISBN 978-4-8402-2927-2
4. ISBN 978-4-8402-3357-6
5. ISBN 978-4-8402-3780-2
6. ISBN 978-4-8402-4085-7

電撃コミックス
1. ISBN 978-4-8402-2536-6
2. ISBN 978-4-8402-3012-4
3. ISBN 978-4-8402-3500-6
4. ISBN 978-4-04-867051-7

DENGEKI HOBBY BOOKS
上巻 ISBN 978-4-8402-4229-5
下巻 ISBN 978-4-8402-4230-1
メディアワークス文庫
上巻 ISBN 978-4-0486-8775-1
下巻 ISBN 978-4-0486-8776-8

## 关联项目
- ADVANCE OF Ζ 时代的反抗者